# ملانفس
ملانفس که در ادبیات ترکمن به عنوان «سلطان سرزمین عشق» شهرت یافته، در اوایل قرن ۱۹ میلادی (۱۸۱۰ م.) در میان ترکمن‌های تکه از طایفهٔ وکیل و تیرهٔ یازی در حوالی شهر سرخس به دنیا آمد. در مورد سال ولادت و حتی زادگاه وی اختلاف نظر بسیار است.

## دوران تحصیل
پدرش قادیر بردی ملا قاراش، ملایی مکتب خوانده بود، ملانفس نیز در مکتب خانه محلی سواد آموخت و با تشویق پدر در مدارس مرو و سپس در بخارا تحصیلات خود را ادامه داد. در آغاز او در یکی از دهات ناحیه مرو معلم مدرسه بود و بعدها بازرس مدارس شد.
مطالعات ملانفس در ادبیات ترکی، باعث انس و آشنایی وی با آثار نوایی، فضولی و صیادی گردید. همچنین تحصیل در شهر بخارا وی را با ادبیات فارسی و به ویژه سروده‌های امیر خسرو دهلوی، مولوی و حافظ آشنا ساخت.

## ازدواج
ملانفس با دختری به نام «بوستان تاج» ازدواج کرده، صاحب دو پسر به نامهای محمد رحیم و رسول می‌گردد.

## آثار
در اشعار اولیه و اشعاری که بعدها به عنوان «اشعار تازه یاب» از او منتشر شد. دو شخصیت کاملاً متفاوت از خود برجای گذاشته است، چرا که اشعار اولیه وی غنایی است و در خدمت وصف یار و عشق و دلبر، به این خاطر او را در ادبیات ترکمن «سلطان سرزمین عشق» لقب داده‌اند. اثر مشهور او به نام زهره طاهیر نیز از این دست است که در میان ترکمن‌ها از جایگاه ویژه‌ای برخوردار می‌باشد. اثر دیگر ملانفس مجموعه اشعار وی می‌باشد.
او در نخستین آثار شعری، نبوغ خود را با مهارت کافی در صورخیال به کار گرفته برده و تسلط خود را بر اوزان عروضی به نمایش گذاشته، تصور می‌رود که در سبک شعری پیرو با استعداد و کامل‌کننده سبک شعرای سلف باشد. در این مرحله او به توصیف عشق پرداخته و در دایره بسته قوس و کمان، ابرو و لب و زلف یار چنبر زده و در حد افراط پیش رفته‌است. لیکن همین شاعر در گذر زمان با مشاهده جریانات و حوادث سیاسی - اجتماعی آن زمان چون تهدید روس و انگلیس متحول گردید و پس از آن در خدمت سرداران و قهرمانانی بود که از ایل در برابر هجوم اغیار دفاع کرده، قاصدان عزت و سربلندی به‌شمار رفته‌اند. ملانفس در این دوران همانند کمینه، درد و رنج فقرا و بی عدالتی‌های بیگ‌ها و رؤسا را در اشعارش منعکس می‌کند.
غلبه بر خان خیوه و کشته شدنش بدست سرداران تکه و اتحاد با ایرانیان در این جنگ (۱۸۵۴ م / ۱۲۷۱ ه. ق)، پیروزی در جنگ قاری قلعه (۱۸۵۳ م / ۱۲۷۰ ه. ق) و نمایش قدرت تکه به رهبری نوربردی خان و نیز غلبه در جنگ مرو از عمده‌ترین وقایعی بود که ملانفس را در آخرین دهه عمر خود متحول ساخت و شاعر در این دوره از زندگی خود با چهره‌ای انقلابی وارد میدان می‌شود. همچنین شاعر به سردارها و شخصیت‌های حماسی ارادت خاصی داشته‌است و با سرودن ۱۵ شعر در کتاب خویش به نام سرداران نام‌آور ترکمن، یادشان را برای همیشه در تاریخ ثبت کرده‌است، اکنون به ذکر نمونه‌ای از شعر ملانفس می‌پردازیم:

کونگلوم سانگا نصیحت، گزسنگ سر به سر گزگین
تانی دوست- دوشمانی، اویونگه با خبر گزگین
قانیم بیلن قارجاشسانگ، دایم مشتی پر گزگین
گزسنگ دونیا یوزونده، دوام تازه‌تر گزگین
قیرق ییل مایا گزینچانگ، توتین بیرییل نِر گزگین
ترجمه:
ای دل بیا نصحیتی بکنم، اگر زندگی می‌کنی سربلند باش
دوست و دشمنت را بشناس و از خانه ات با خبر باش
اگر با دشمن می‌جنگی، با مشتی آماده و پر زندگی کن
در زندگی مقاوم باش
یک سال مردانه زندگی کردن بهتر که چهل سال به خفت زندگی کنی.

## درگذشت
ملانفس در جریان جنگ مرو که بزرگترین واقعهٔ تاریخ ترکمن، در سدهٔ نوزدهم میلادی است، فعالانه شرکت داشت و پس از کسب پیروزی، اشعاری در ستایش خانها و سرداران بزرگ ترکمن «قره اوغلان، قاجاربای، عوض مراد و …» سروده است.
ملانفس پس از آن نیز در عملیات مقابله با قشون «حمزه میرزا» (والی خراسان از سوی ناصرالدین شاه قاجار) که استیلای بر شهر مرو را در سر می‌پروراند به نبرد پرداخته، به سختی مجروح شد و چندی بعد به روایتی در سال ۱۸۶۰ میلادی و بنا به روایتی دیگر ۱۸۶۲ میلادی چشم از جهان فروبست. پیکر وی را در آرامگاه «خوجه عبدالله بابا» در حوالی مرو به خاک سپردند.